# Jiro Akiyama
Jiro Akiyama (秋山 次郎?; Tokyo, 23 novembre 1977) è un giocatore di go giapponese.

## Carriera
Diventato professionista nel 1992 a 14 anni, fu studente di Yasuro Kikuchi e nel 2012 è arrivato al grado massimo di nono dan. Sebbene in carriera non abbia mai vinto un titolo ha raggiunto le finali nel Tengen e nel NEC Shun-Ei oltre ad essere presente stabilmente nella Lega A per decidere gli sfidanti dei principali tornei.
Ha fatto parte della squadra giapponese durante il torneo di go dei XVI Giochi asiatici a Canton conseguendo la medaglia di bronzo.

## Palmarès
| Nazionali   | Nazionali | Nazionali |
| Torneo      | Vittorie  | Finalista |
| ----------- | --------- | --------- |
| Tengen      |           | 1 (2013)  |
| NEC Shun-Ei | 1 (2003)  | 1 (2002)  |
| Totale      | 1         | 2         |

| Controllo di autorità | VIAF (EN) 258893212 · NDL (EN, JA) 01235195 |